# Biserica evanghelică din Reciu
Biserica evanghelică din satul Reciu, comuna Gârbova, județul Alba a fost construită în secolul XIII, cu transformări și modificări ulterioare (începutul sec.XV, 1801). Ansamblul bisericii evanghelice care cuprinde și zidul de incintă, ridicat în 1737, figurează pe lista monumentelor istorice: cod LMI AB-II-a-B-00267.

## Localitatea
Reciu (în dialectul săsesc Rätsch, în germană Rätsch, Retsch, în maghiară Szebenrécse, Récse) este un sat în comuna Gârbova din județul Alba, Transilvania, România. Se află în partea de sud-est a județului.  Menționat pentru prima oară în 1309, cu denumirea  Resz.

## Biserica
O mică biserică romanică a fost construită în secolul al XIII-lea. În anul 1332 preotul său este menționat în lista dijmelor papale. La începutul secolului al XV-lea a fost reconstruită în stil gotic, păstrându-se vechiul arc triumfal. Turnul de vest este construit în anul 1491. Populația catolică medievală a devenit luterană în timpul Reformei, împreună cu biserica. Unul dintre clopote a fost realizat în 1400.

## Imagini

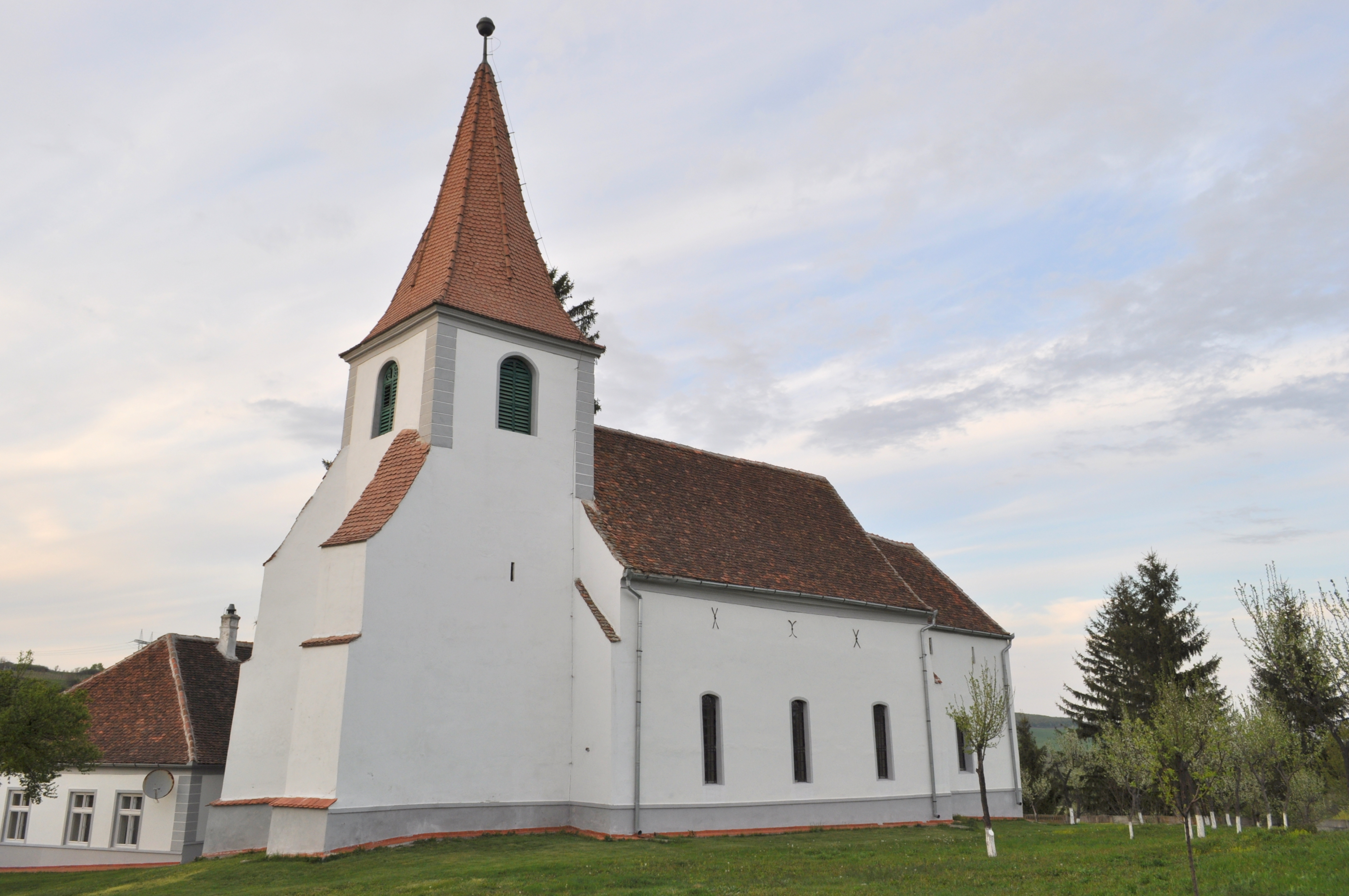
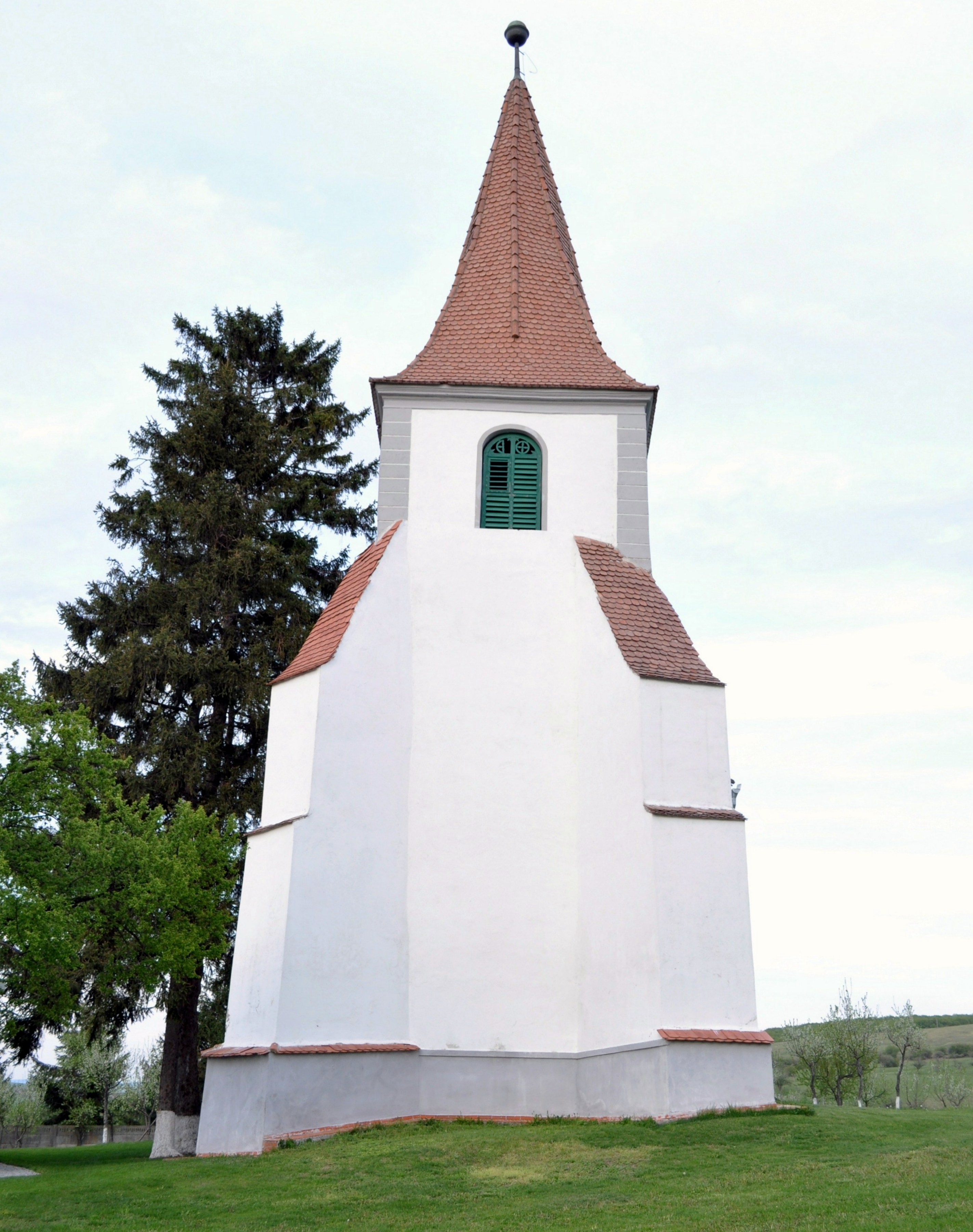
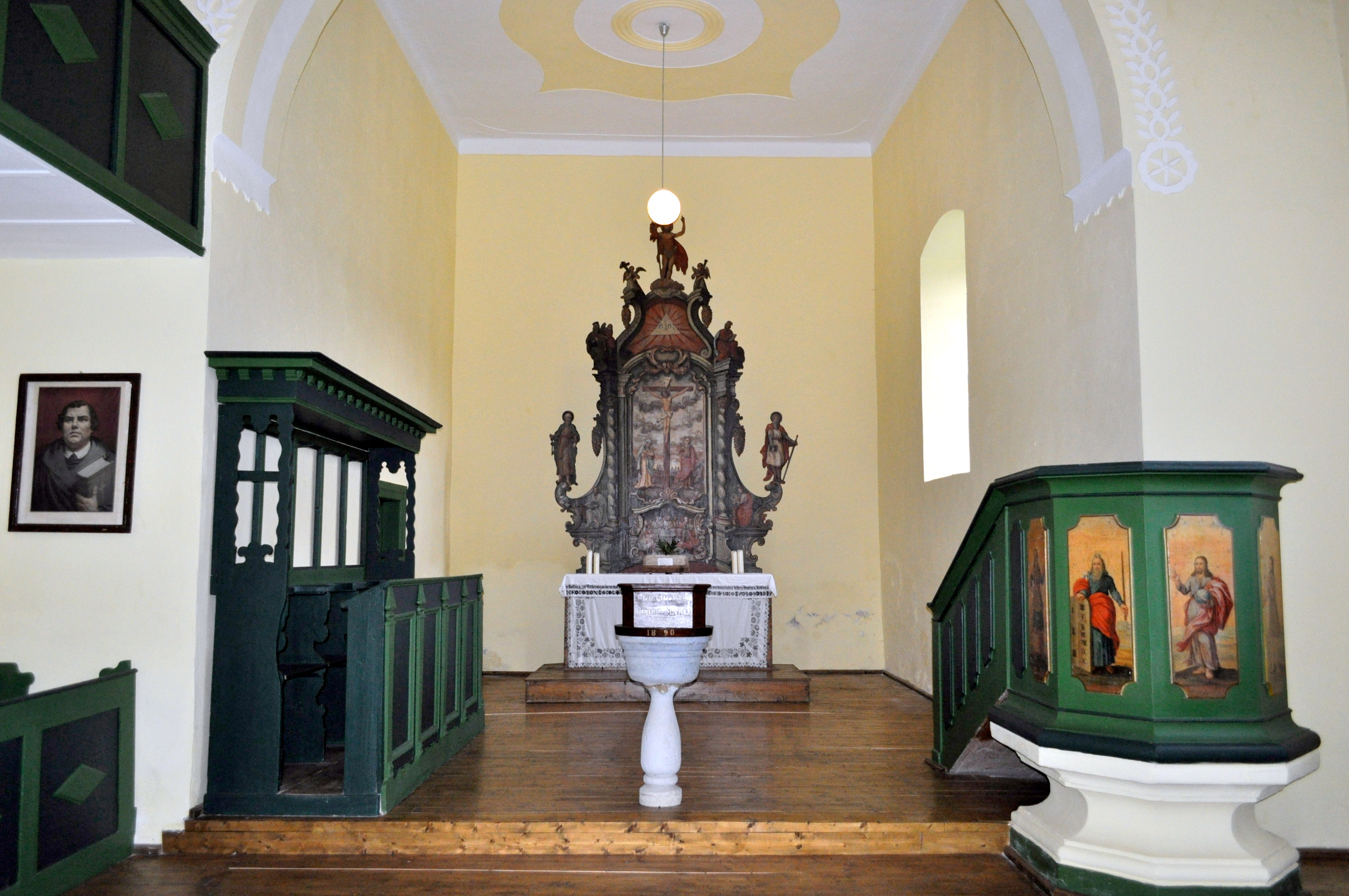
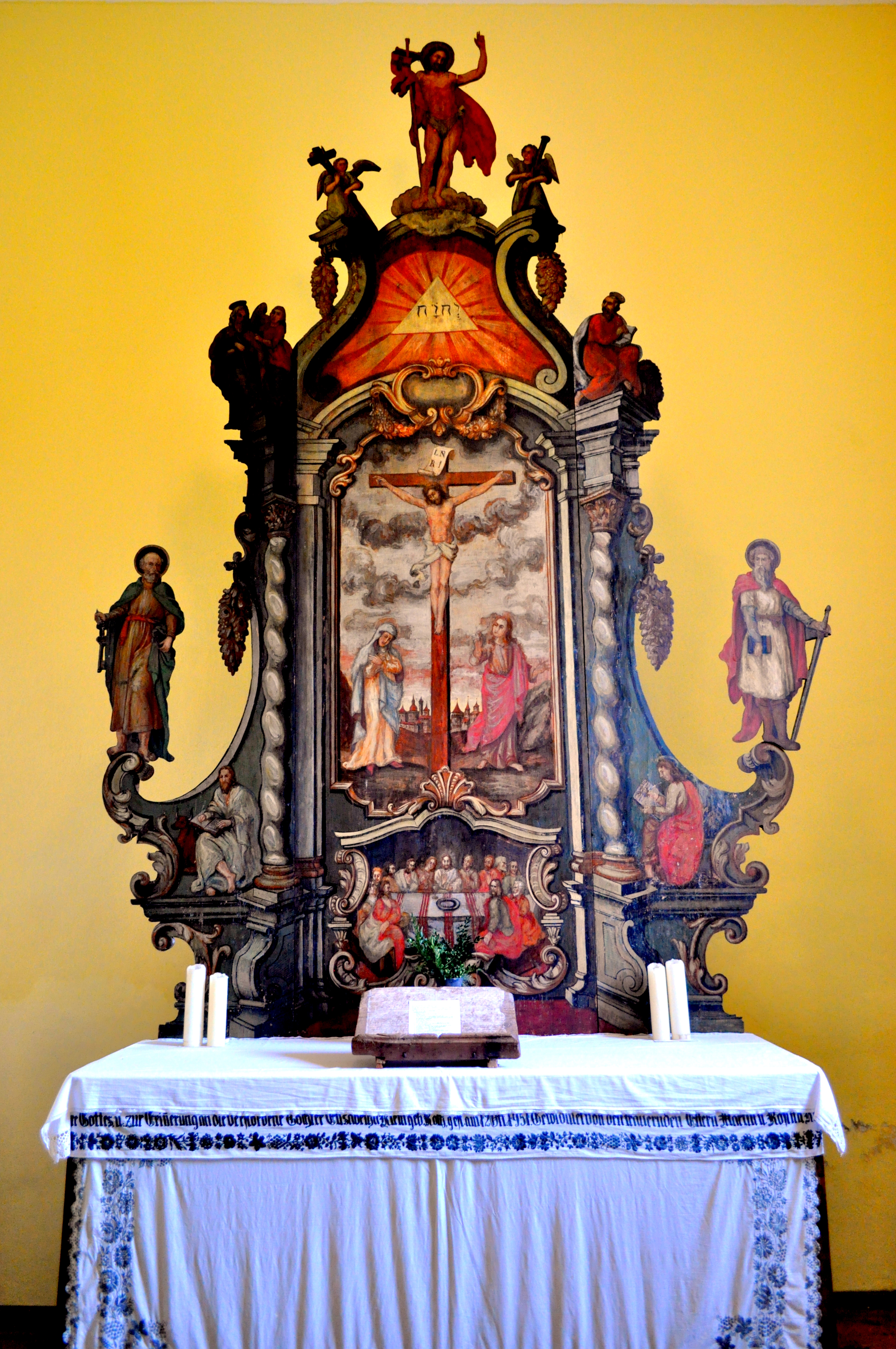
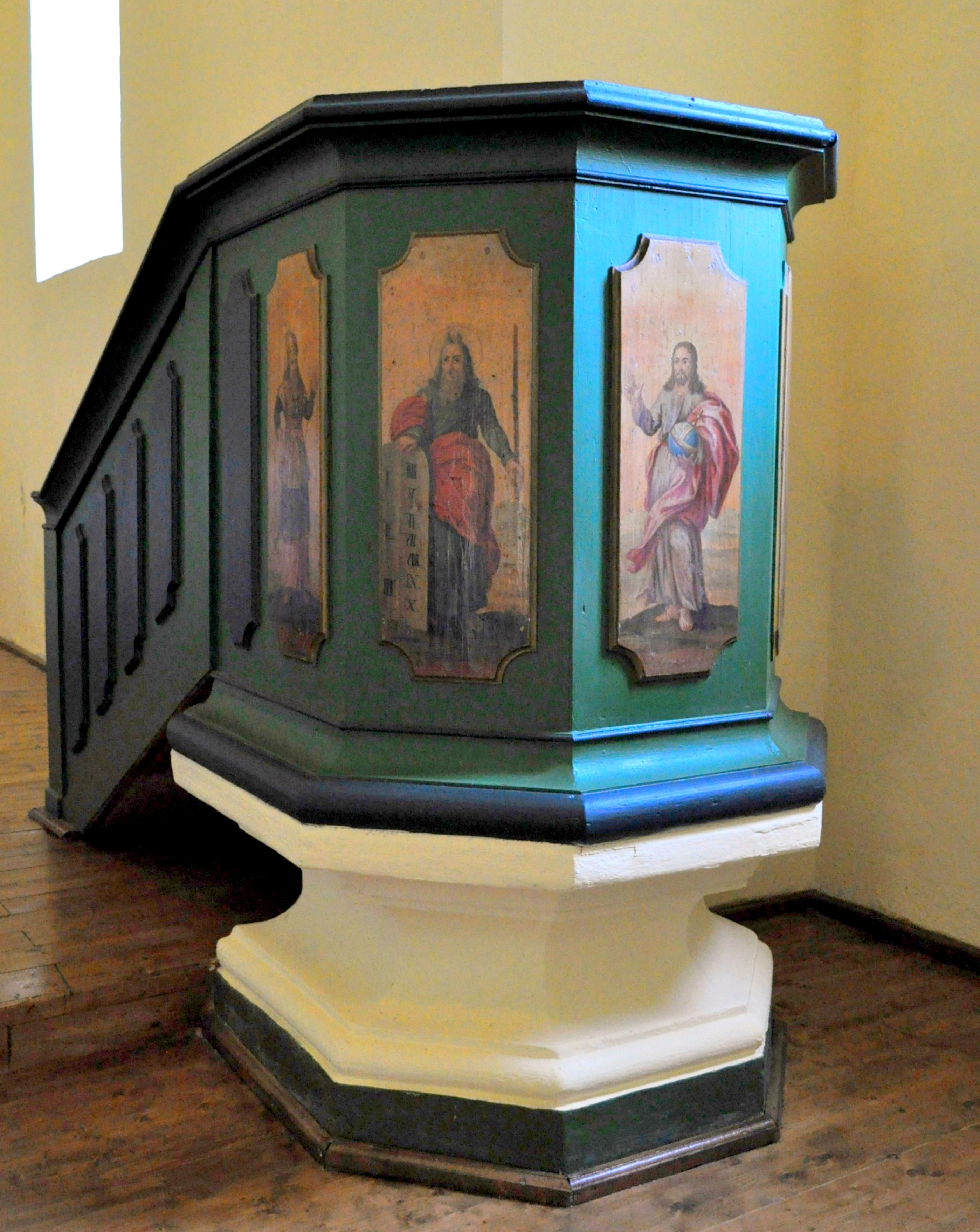
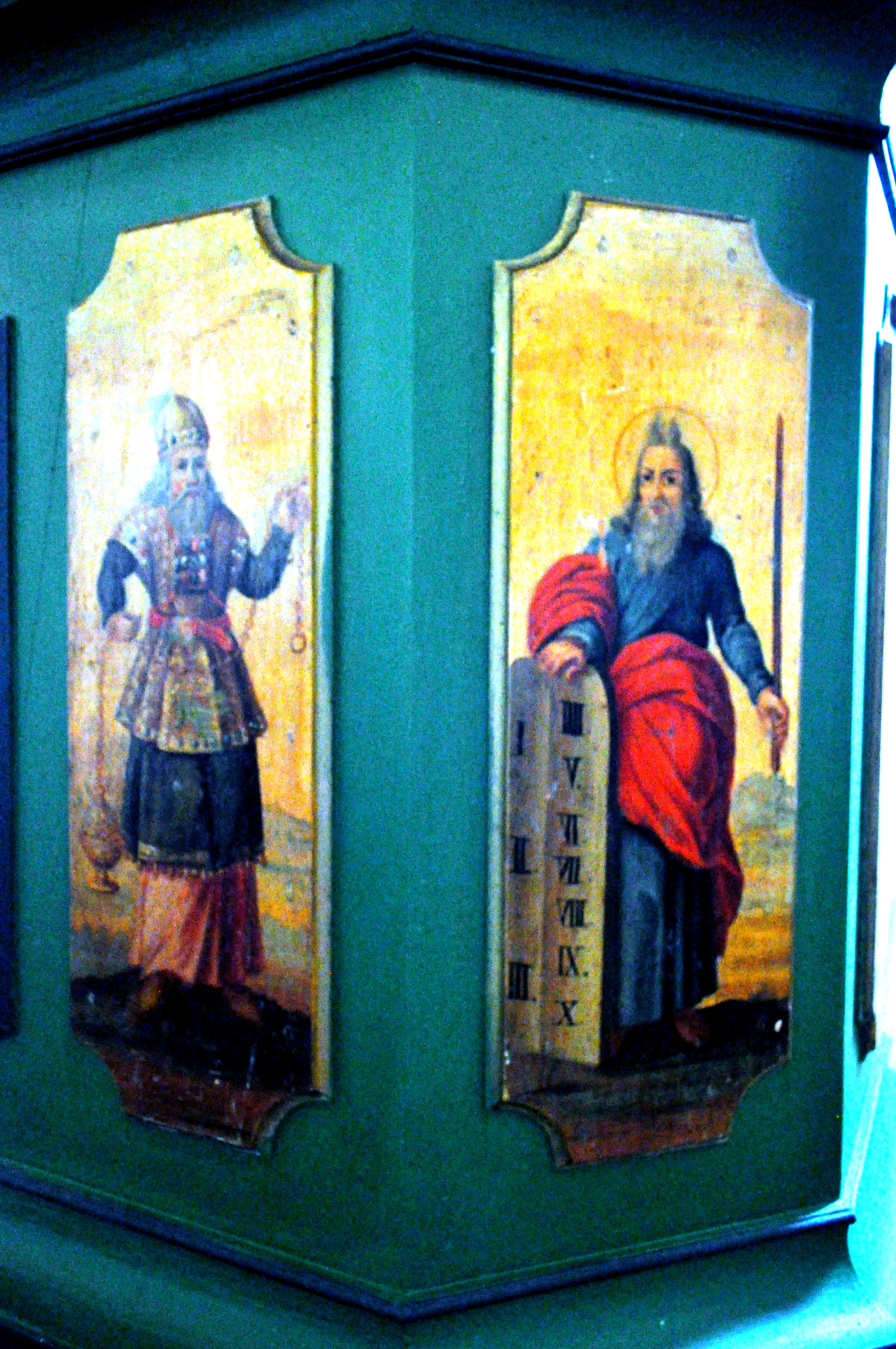
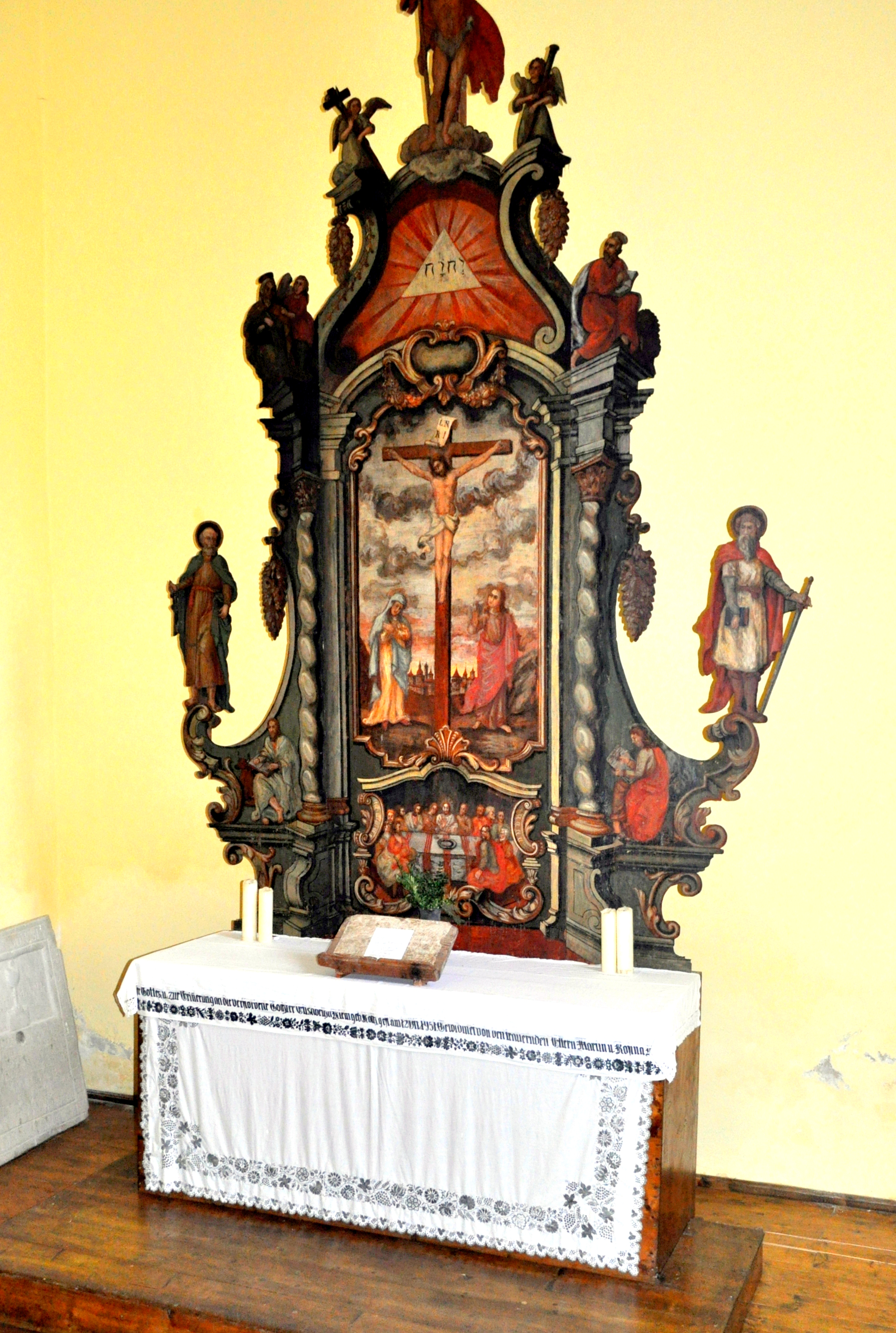
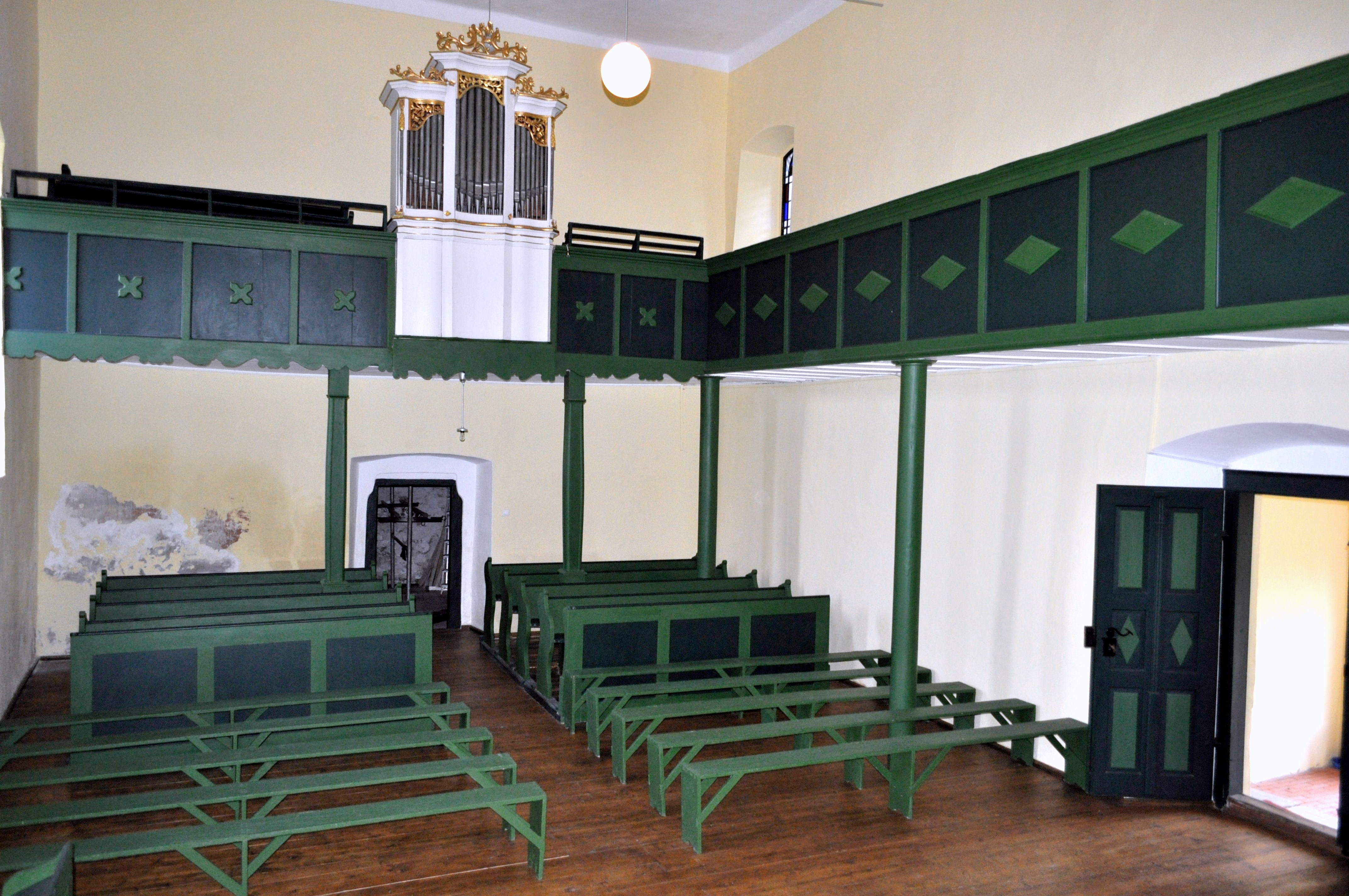
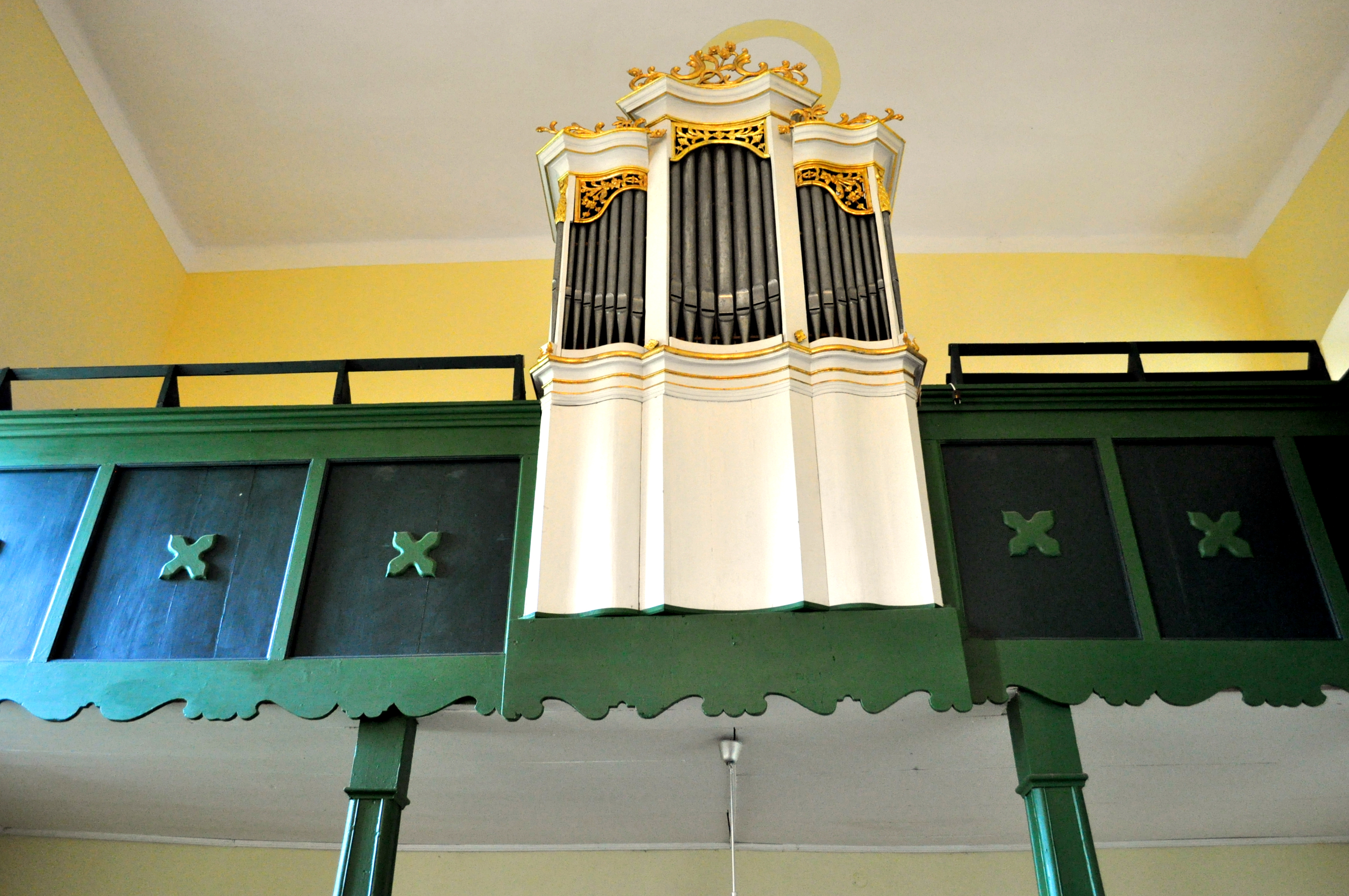